# Anna Willman
Anna Olivia Willman, född 1826 i Stockholm, död 1898, var en svensk pianist och sångpedagog. 
Hon var dotter till Premierviolinisten vid Hovkapellet Olof Willman och syster till operasångaren Anders Willman. Hon studerade sång i Paris som elev till François Delsarte. Willman var aktiv som konsertpianist. Hon var även verksam som sångpedagog och räknade bland andra Caroline Lundewall bland sina elever. Anna Willman är begravd på Norra begravningsplatsen utanför Stockholm.